# Stacy Valentine
Pour les articles homonymes, voir Stacy.
Stacy Valentine, née le 9 août 1970 à Tulsa, est une actrice pornographique américaine.

## Biographie
Fatiguée d'être femme au foyer, Stacy quitte son Oklahoma natal à la recherche de la célébrité.
Son mari de l'époque envoie des photos d'elle nue à différents magazines, ce qui l'amène au Mexique où on lui propose de tourner des films pornographiques. Elle tourne dans son premier film X (Bikini Beach 4) le 14 février 1996, jour de Saint-Valentin, d'où son pseudonyme.
Elle quitte ensuite son époux et s'envole pour Los Angeles. Après de nouvelles photos pour Cheri, High Society ou encore Hustler, elle rentre complètement dans le business du porno. En 1996, elle effectue une deuxième opération chirurgicale pour se faire grossir à nouveau les seins (première opération en 1994).
Elle reste dans le X durant quatre ans durant lesquels elle tourne plus de 70 films. Les plus connus sont Satyr (avec Jenna Jameson et Asia Carrera) ou le film d'horreur Forever Night avec Michael Ninn à la réalisation. Elle acquiert une grande renommée.
En 1999, elle est particulièrement remarquée pour sa présence dans le documentaire The Girl Next Door de Christine Fugate. Ce documentaire émouvant qui montre la vie privée de Stacy ainsi que sa carrière dans le X. Elle nous explique ses déboires avec son petit ami l'acteur « Julian » et ses opérations chirurgicales.
Elle quitte cet univers en 2000, toujours un 14 février. Elle part alors vivre à San Diego. Elle lance et se consacre ensuite à sa ligne de vêtements. Puis elle part pour la Floride où elle devient « directrice du recrutement » des modèles pour le magazine Penthouse.

## Récompenses
- 1999 : XRCO Award de Performer of the Year
- 1999 : FOXE Fan Favorite...For the second year in a row!
- 1999 : FICEB « Barcelona International » – Best Actress
- 1998 : FOXE Fan Favorite
- 1998 : Hot d'Or de meilleure starlette américaine
- 1997 : Editor's Choice – Best New Starlet
- 1997 : XRCO Award de Starlet of the Year
- 2009 : XRCO Hall of Fame